# Rural Valley
Rural Valley är en kommun av typen borough i Armstrong County i Pennsylvania. Vid 2010 års folkräkning hade Rural Valley 876 invånare.